# Polyipnus elongatus
Polyipnus elongatus is een  straalvinnige vissensoort uit de familie van diepzeebijlvissen (Sternoptychidae). De wetenschappelijke naam van de soort is voor het eerst geldig gepubliceerd in 1979 door Borodulina.
De soort staat op de Rode Lijst van de IUCN als niet bedreigd, beoordelingsjaar 2009.